# 創聖大天使 (單曲)
《創聖大天使》（日语：／ Sōseinoakuerion）是日本女歌手AKINO的首張單曲，於2005年4月27由Victor.發行。

## 概要
單曲是動畫《創聖大天使》的主題曲，由岩里祐穗作詞，菅野洋子作曲。最初，單曲打算由AKINO的弟弟，同屬bless4的AIKI演唱，可是由於他開始變聲，最終bless4全部成員與其他候選者一同接受面試，AKINO獲作曲家菅野洋子選中而演唱了單曲。福山芳樹、寺島拓篤、嘉數由美和小林沙苗、M.o.v.e、DaizyStripper、惠比壽麝香葡萄成員希志愛野、希崎潔西嘉和希美真由、高野賴子、奧井雅美、茅原實里、新興宗教樂團NoGoD的團長和Mejibray的MiA、吉岡亞衣加、響度樂團和陸上自衛隊等均曾經翻唱單曲

## 反應
單曲在發賣首週於Oricon公信榜取得約9000張銷量，位列週榜第26位，兩年後單曲成為多岐川華子出演的彈珠機《CRFiber創聖大天使》電視廣告歌，並且從圈外再次入榜，最終位列第22位，上榜54次，累計銷量為77,048張，並且憑此取得2008年度JASRAC銀獎。
在卡拉OK店JOYSOUND的排行榜中，單曲在2012年綜合位列第14位，動畫/特攝/遊戲歌曲則是第3位、2013年為綜合第29位，動畫/特攝/遊戲歌曲第8位、2014年為動畫/特攝/遊戲歌曲第14位、2015年則是動畫/特攝/遊戲歌曲第13位。
2014年2月，單曲在日本唱片協會單曲音源部門中下載次數突破百萬，比同期認證為百萬下載的《Maru Maru Mori Mori!》和《想要變得溫柔》要遲6年才達成百萬下載。